# Nedešćina
Nedešćina je naselje u Republici Hrvatskoj, u sastavu Općine Sveta Nedelja, Istarska županija. 

## Stanovništvo
Prema popisu stanovništva iz 2001. godine, naselje je imalo 580 stanovnika te 164 obiteljskih kućanstava.
| broj stanovnika | 470   | 599   | 413   | 468   | 583   | 631   | 1402  | 1339  | 558   | 573   | 563   | 570   | 578   | 569   | 580   | 604   | 537   |
|                 | 1857. | 1869. | 1880. | 1890. | 1900. | 1910. | 1921. | 1931. | 1948. | 1953. | 1961. | 1971. | 1981. | 1991. | 2001. | 2011. | 2021. |

## Povijest
Nedešćina i njena okolica bili su naseljeni još u brončano doba, o čemu svjedoče prahistorijske gradine ilirsko-keltskih plemena. Do kraja 13. stoljeća u mjestu je postojala benediktinska opatija Presvetoga Trojstva. Iz Istarskog razvoda saznaje se da se na uglu crkve Sv. Trojice nalazila granica triju komuna: Šumbera, Labina i Plomina. Od 1632. Nedešćina je središte župe. Današnja crkva Presvetoga Trojstva podignuta je 1897. na mjestu starije. Početkom 20. stoljeća u mjestu postoje dvije osnovne škole, na hrvatskom i talijanskom jeziku. Naselje je poznato i po sajmovima, koji su se održavali 13. lipnja na dan sv. Antuna i 16. listopada, kada se održavao poznati stočni sajam. Potonji se još uvijek obilježava kao pučka fešta "Šesnajst otobra".

## Znamenite osobe
- Sergije Jelenić – katolički svećenik, kancelar i ekonom Porečko-puljske biskupije i leksikograf.

## Šport
- NK Jedinstvo Omladinac, nogometni klub
- Boćarski klub Jedinstvo